# Sabäismus
Als Sabäismus, auch Zabäismus wurde im 19. Jh. allgemein die Verehrung der Gestirne als Verkörperung oder Sitz göttlicher Macht angesehen.

## Begriff
Der Begriff leitet sich vom semit. Zaba (d. h. himmlische Heerscharen) her.
In der modernen Religionsphilosophie wird die Bezeichnung Sabäismus als irreführend abgelehnt.

## Geschichte
Der Historiker Layard wies die früheste Ausprägung des Sabäismus den Assyrern zu, deren Reliefdarstellungen häufig Sonne, Mond, Venus und die Plejaden enthalten.
Unmittelbar damit in Verbindung stehe die Personifikation der Hauptgestirne in allen frühen semitischen und indoeuropäischen Religionen, so der Sonne (als Ra, Helios, Phöbos, Mitra, Sol, auch Baal), des Mondes (als Selene, Luna usw.), der Venus (als Aphrodite, Astarte usw.), der Plejaden (Kinder verschiedener Götter, häufig Kulturbringer).
Späte Formen des Sabäismus sollen noch im 12./13. Jh. in Mesopotamien existiert haben.

## Nachwirkungen
Der Sabäismus war vermutlich die Grundlage für spätere und noch heutige astrologische Vorstellungen, aber auch für die erst in römischer Zeit übliche Zuordnung von nicht kosmischen Gottheiten und Sagengestalten aus dem indograecischen Pantheon zu Gestirnen (z. B. Kastor und Polydeukes zu Gemini, Hermes zum Merkur, Zeus zum Jupiter, Herakles, Orion zu ihren jeweiligen Sternbildern).